# Oreanthes rotundifolius
Oreanthes rotundifolius är en ljungväxtart som beskrevs av J.L. Luteyn. Oreanthes rotundifolius ingår i släktet Oreanthes och familjen ljungväxter. Inga underarter finns listade i Catalogue of Life.